# Anemophilus crassus
Anemophilus crassus é uma espécie de insetos coleópteros polífagos pertencente à família Curculionidae.
A autoridade científica da espécie é Wollaston, tendo sido descrita no ano de 1854.

## Distribuição
Trata-se de uma espécie presente no território português, que habita as serras do Porto Santo, ocorrendo debaixo de pedras, e entre líquen nas fendas das rochas.

## Descrição
Corpo curto e arredondado, de tonalidade marrom. Rostro muito curto e grosso, e consideravelmente atenuado em direção ao ápice. Élitros convexos, especialmente atrás do meio, e subitamente encurtados, ou dobrados para dentro em direção ao ápice; estriado levemente pontuado.